# Julen Guimón
Julen (Julián) Guimón Ugartechea, (Bilbao, 3 de octubre de 1931 - Ibidem., 11 de diciembre de 2001) fue un político y magistrado español de centro-derecha.

## Biografía
Luchador antifranquista, formó parte del llamado contubernio de Múnich.
Fue uno de los artífices del partido Democracia Cristiana Vasca, (DCV) (en euskera Euskal Kristau Demokrazia, EKD) partido político vasco democristiano de la época de la Transición española. No era un partido nacionalista, pero apoyaba la concesión de autonomía al País Vasco, siendo el único partido de centro-derecha no nacionalista que lo hacía a comienzos de la Transición.
Tras la experiencia fallida de este partido democristiano genuinamente vasco, se integra en la Unión de Centro Democrático, partido del que formará parte hasta la desaparición de este.
La mayor parte de los democristianos de UCD, con Julen Guimón y Óscar Alzaga a la cabeza, fundan el Partido Demócrata Popular, partido genuinamente demócrata cristiano, del que Guimón sería número dos y secretario general.
Líder de Coalición Popular en el País Vasco, es candidato a lehendakari por esta formación en 1986.
Se retira de la política en 1990, siendo objeto de una gran ovación en el Parlamento Vasco.